# 1896 no desporto

## Eventos
- Entre 6 e 15 de abril realizaram-se em Atenas os Primeiros Jogos Olímpicos da Era Moderna
- 20 de julho a 9 de agosto - Torneio de xadrez de Nuremberga de 1896, vencido por Emanuel Lasker.[1]
- 4 de outubro a 28 de outubro - Torneio de xadrez de Budapeste de 1896, vencido por Mikhail Chigorin.[2]

## Nascimentos
| Data           | Nome               | Profissão     | Nacionalidade | Observações | Ref   |
| -------------- | ------------------ | ------------- | ------------- | ----------- | ----- |
| 15 de novembro | Tore Holm          | velejador     | Suécia        | m. 1977     |       |
| 28 de dezembro | Philippe Étancelin | automobilista | France        | m. 1981     | [ 3 ] |

## Mortes
| Data | Nome | Profissão | Nacionalidade | Observações | Ref |
| ---- | ---- | --------- | ------------- | ----------- | --- |